# Audan Qysylschar
Der Audan Qysylschar (kasachisch Қызылжар ауданы Qyzyljar audany, russisch Кызылжарский район Kysylscharski rajon) ist ein Bezirk im Gebiet Nordkasachstan in Kasachstan.

## Geografie
Der Audan Qysylschar befindet sich in Nordkasachstan, er ist der nördlichste Bezirk des Landes. Er grenzt im Norden an die Oblast Kurgan und die Oblast Tjumen in Russland. Im Osten grenzt er an den Audan Maghschan Schumabajew, im Süden an den Audan Aqqaiyng und den Audan Jessil und im Westen an den Audan Mamljut.

## Bevölkerung
Bei der Volkszählung 1999 hatte der Audan Qysylschar 50.258 Einwohner. Die Volkszählung 2009 ergab für den Bezirk eine Einwohnerzahl von 44.454. Bei der letzten Volkszählung 2021 lebten 44.414 Menschen im Audan Qysylschar. Die Fortschreibung der Bevölkerungszahl ergab zum 1. Januar 2025 eine Einwohnerzahl von 46.474.
| Einwohnerentwicklung               | Einwohnerentwicklung | Einwohnerentwicklung | Einwohnerentwicklung | Einwohnerentwicklung | Einwohnerentwicklung | Einwohnerentwicklung | Einwohnerentwicklung |
| 1970                               | 1979                 | 1989                 | 1999                 | 2009                 | 2021                 |                      |                      |
| ---------------------------------- | -------------------- | -------------------- | -------------------- | -------------------- | -------------------- | -------------------- | -------------------- |
| 32.999                             | 32.665               | 34.386               | 50.258               | 44.454               | 44.414               |                      |                      |
| Anmerkung: Volkszählungsergebnisse |                      |                      |                      |                      |                      |                      |                      |

## Verwaltungsgliederung
Der Audan ist in 19 ländliche Bezirke (kasachisch Ауылдық округ Auyldyq okrug; russisch Сельский округ Selski okrug) gegliedert (Stand: 2021).
| Ländlicher Kreis | Einwohner | Einwohner | Orte                                                                                          |
| Ländlicher Kreis | 2009      | 2021      | Orte                                                                                          |
| ---------------- | --------- | --------- | --------------------------------------------------------------------------------------------- |
| Besköl           | 8.805     | 12.838    | Besköl                                                                                        |
| Archangelsk      | 1.918     | 1.840     | Archangelskoje, Nowokamenka                                                                   |
| Assanow          | 1.944     | 1.587     | Assanow, Maloje Beloje, Michailowka, Ploskoje, Tolmatschewka                                  |
| Beresow          | 2.072     | 1.756     | Barnewka, Bolschaja Malyschka, Dolmatowo, Gontscharowka, Taschkent                            |
| Bugrow           | 1.106     | 637       | Bugrowoje, Krasnoperowka, Nowogeorgijewka, Sosnowka                                           |
| Wagulin          | 1.844     | 1.376     | Krasnojarka, Krasny Jar, Kustowoje, Scheljakowo, Wagulino                                     |
| Winogradow       | 1.027     | 682       | Issakowka, Sumnoje, Winogradowka                                                              |
| Kuibyschew       | 2.602     | 1.971     | Bogoljubowo, Nadeschka, Wosnessenka                                                           |
| Qysylschar       | 1.931     | 3.097     | Bäiterek, Qarlygha, Podgornoje, Priischimka, Trudowaja Niwa, Tschapajewo                      |
| Lesnoi           | 1.129     | 1.062     | Glubokoje, Presnowka                                                                          |
| Nalobin          | 1.308     | 1.146     | Dubrownoje, Gaidukowo, Nalobino, Nikolajewka                                                  |
| Nowonikolski     | 1.798     | 1.927     | Nowonikolskoje, Nowoaleksandrowka, Trudowoje                                                  |
| Peterfeld        | 2.965     | 2.664     | Ajaldau Stansassy 2603 km, Borowskoje, Ismailowka, Kondratowka, Kriwooserka, Peterfeld, Saton |
| Pribreschny      | 2.696     | 3.318     | Pribreschnoje, Schachowskoje, Teplitschnoje                                                   |
| Rasswet          | 1.924     | 1.548     | Wodoprowodnoje, Krasnaja Gorka, Rasswet, Semipalatnoje                                        |
| Roschtscha       | 2.226     | 2.438     | Beloje, Beresowka, Penkowo                                                                    |
| Swetlopol        | 1.624     | 1.378     | Baissal, Janzeno, Metlischino, Nowonikolskoje, Snamenskoje                                    |
| Sokolow          | 2.749     | 2.432     | Sokolowka                                                                                     |
| Jakor            | 2.786     | 2.672     | Jakor, Olschanka, Wischnewka, Wosnessenka                                                     |